# أوقست هاسل
أوقست هاسل هو نحات وفنان دنماركي، ولد في 9 فبراير 1864، وتوفي في 30 مايو 1942.

## معرض صور

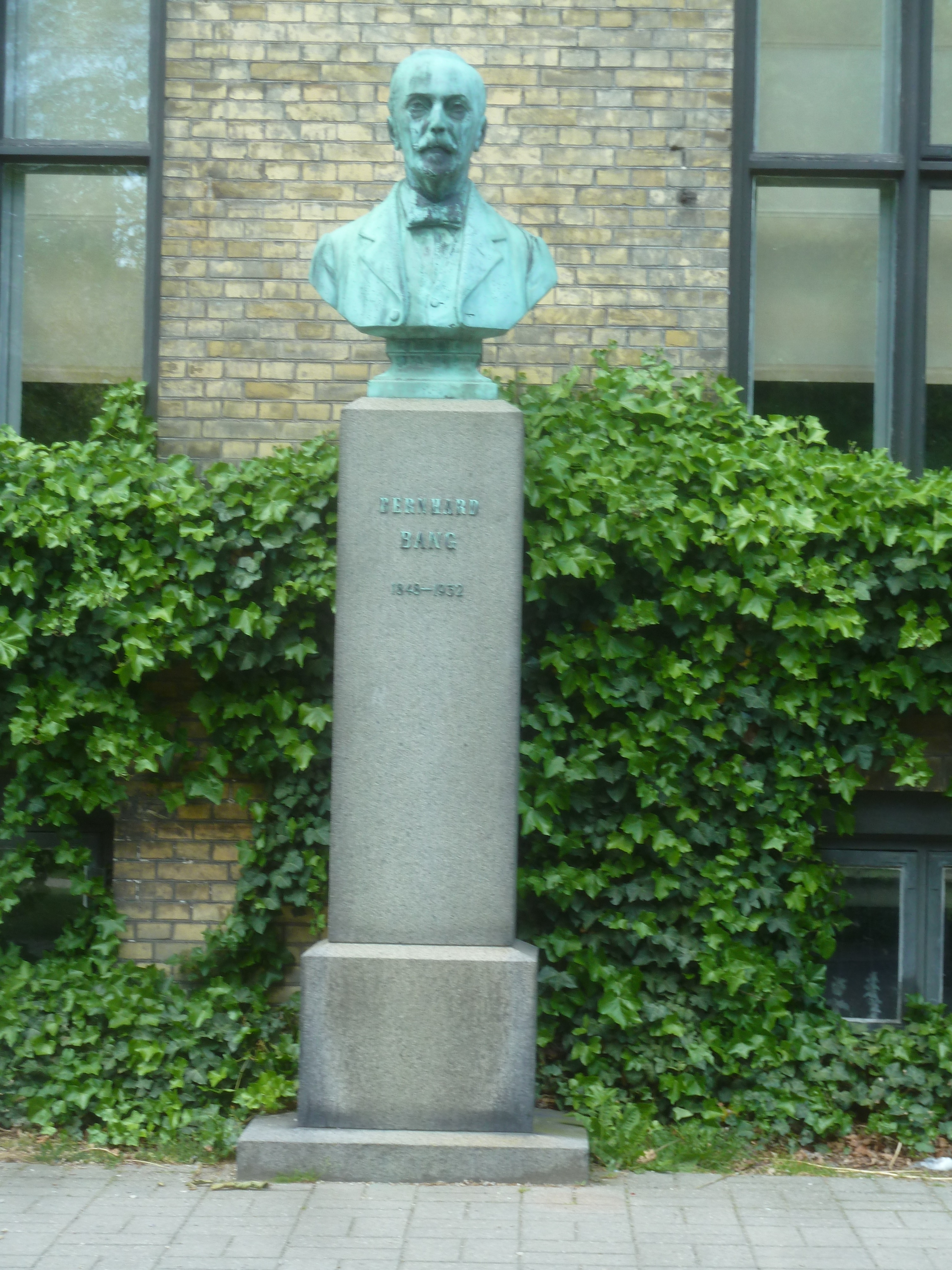
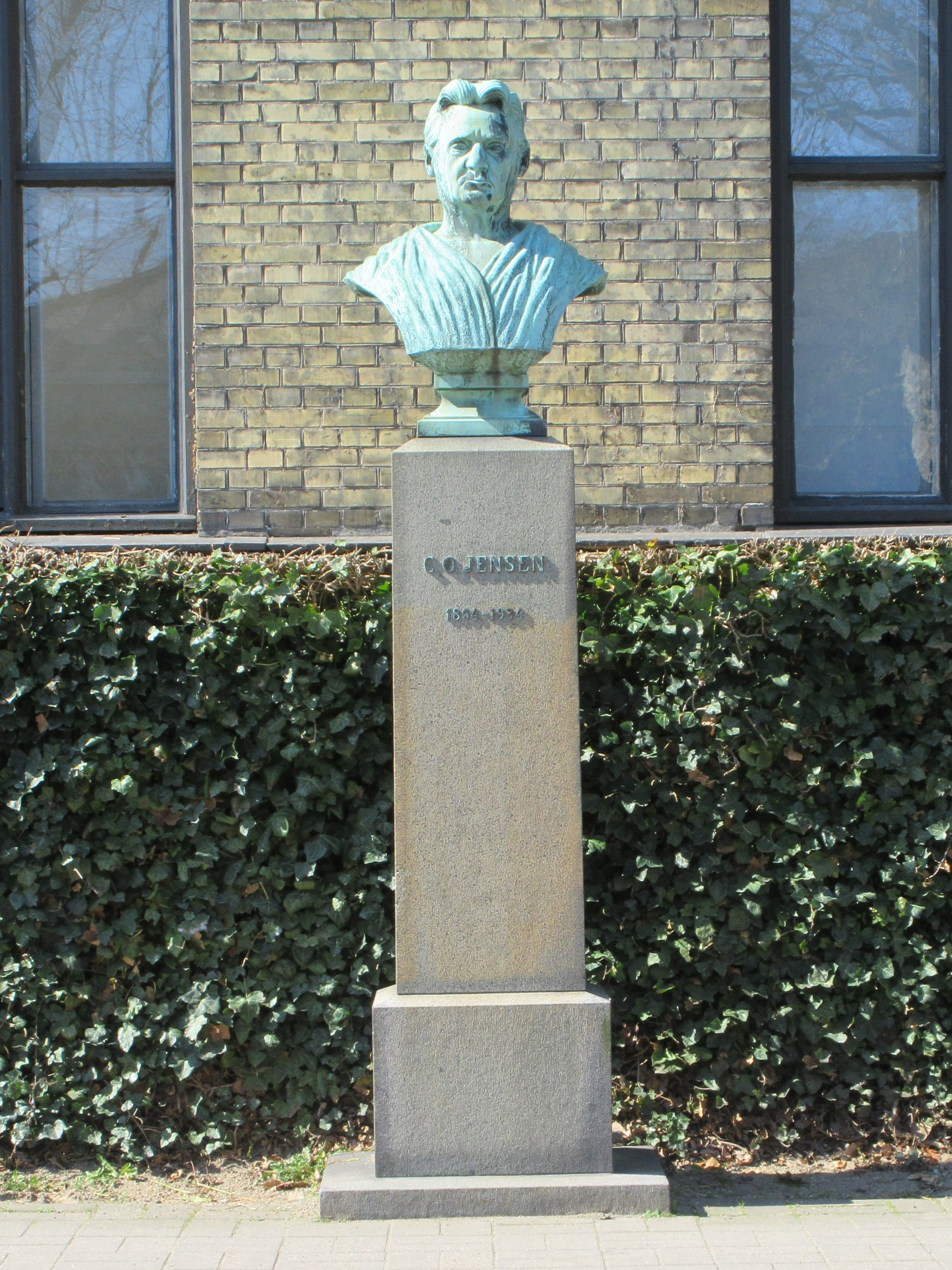
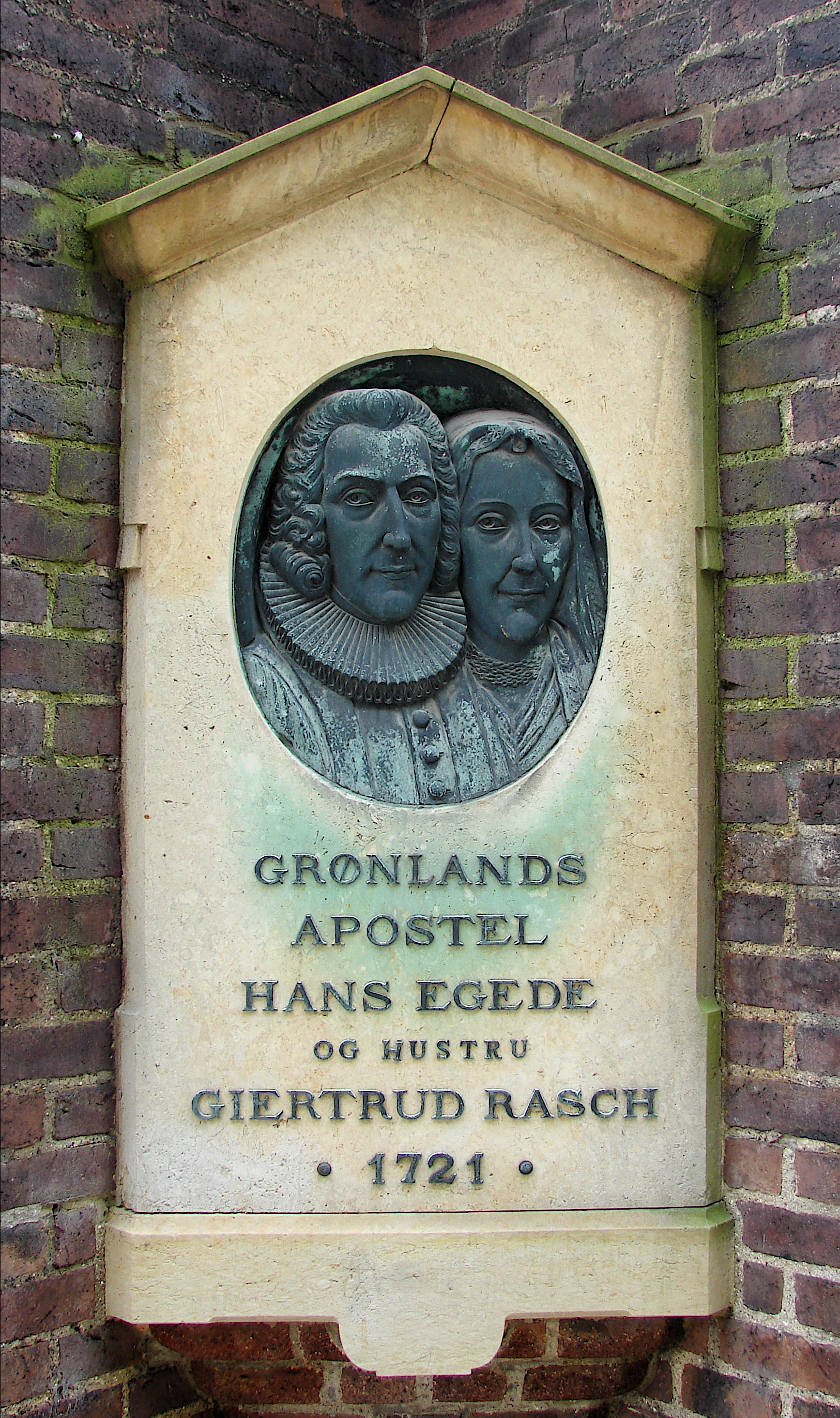
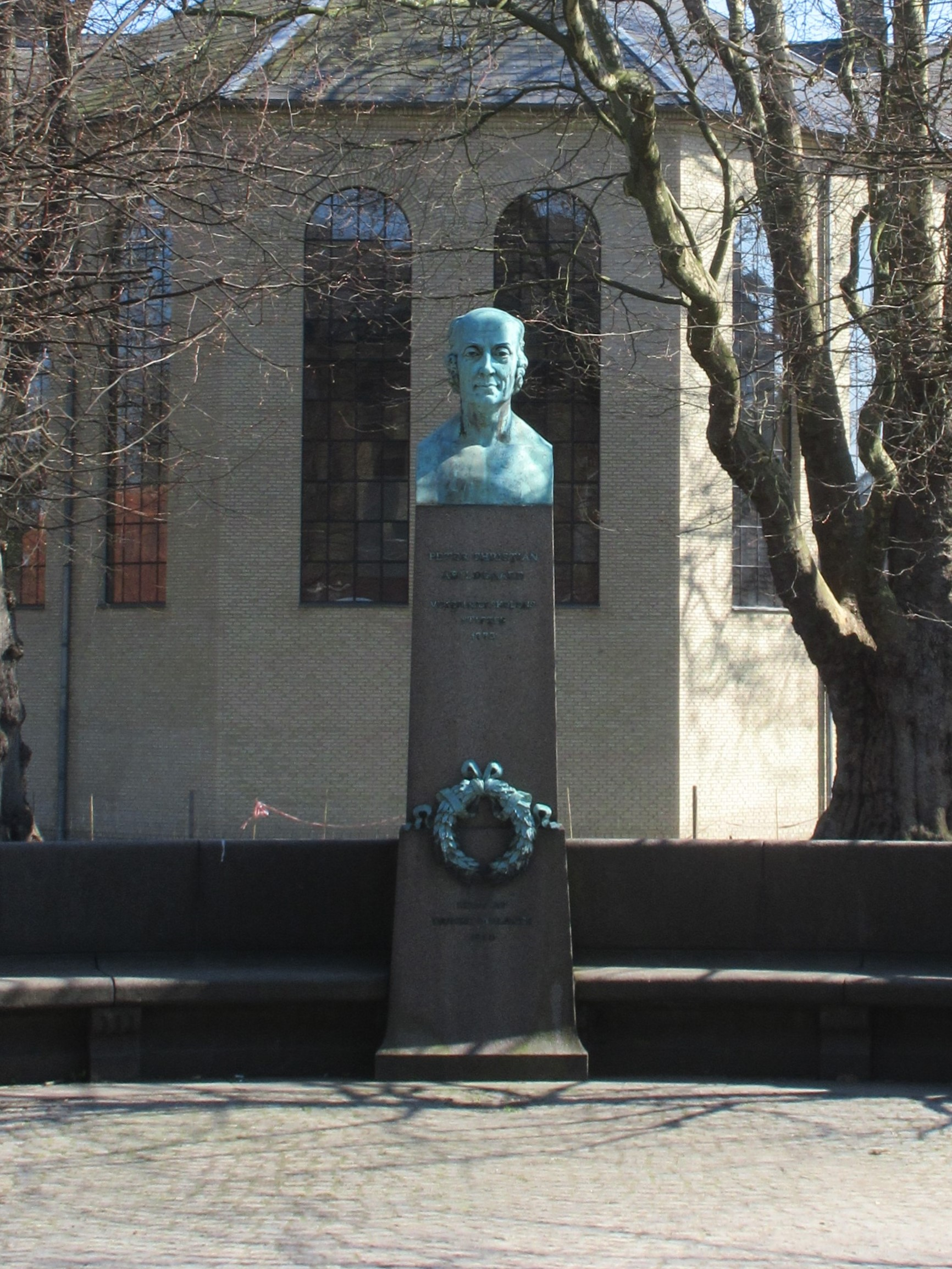